# Mamotte Lollipop
Mamotte! Lollipop (まもって! ロリポップ Mamotte! Roripoppu, Save me! Lollipop, Salvame! Piruleta?) es una serie manga japonesa Shōjo escrita e ilustrada por Michiyo Kikuta. Fue publicada como una serie en la revista Nakayoshi Shōjo y más tarde por Kōdansha en Japón entre febrero de 2003 y julio de 2005. Existe una secuela llamada Modotte! Mamotte Lollipop, y un one shot llamado Milcute vs Lollipop.
En el 2006, Mamotte! Lollipop fue adaptada a una serie de anime de televisión de 13 episodios por Marvelous Entreteinment y Sunshine Corporation bajo la dirección de Noriyoshi Nakamura. La serie de anime fue sacada al aire entre julio y septiembre de 2006 en Japón en KAB.

## Historia
La historia trata sobre Nina Yamada, una chica de séptimo grado, que se traga accidentalmente el "Cristal Perla" al pensar que era un dulce. El "Cristal Perla" forma parte de un examen para hechicero, estos deben alcanzarla para así poder aprobar. Sin embargo, dado que Nina lo tragó, ahora ella se convierte en "la meta". Dos de los examinados, Ichii y Zero, deciden proteger a Nina mientras trabajan en una poción para extraer la perla, y esta situación resulta en un complejo triángulo amoroso.

## Personajes principales
- Nina Yamada (山田二菜(ニナ), Yamada Nina)

Nina es la protagonista principal de la historia. Es una niña que cursa séptimo grado, es muy baja de estatura y tiene un carácter amable y amistoso, pero también agresivo ya que no toma muy bien los insultos. Esto es mostrado en sus enfrentamientos con Zero, a pesar de que en el fondo lo quiere mucho, pudiendo definirse como un tanto Tsundere. Ella es el blanco de muchos magos que están siendo examinados debido a que se trago accidentalmente el "Cristal Perla", por lo que es necesario poseerla para pasar su examen para convertirse en un mago profesional. En esta situación, Zero e Ichii se convierten en sus guardianes. Nina es extremadamente mala en los trabajos domésticos, aunque ella no se da cuenta.
Al final del anime aún no distingue sus sentimientos sobre Zero e Ichii, afirmando que ambos son sus príncipes y chicos ideales. No obstante, en el manga, posterior a este final, se da cuenta de que está enamorada de Zero. En uno de los capítulos del manga, Nina y Zero se besan en un ataque, pero aun así Nina pasa esto por alto hasta que Zero le confiesa que la quiere al finalizar el volumen 5. 
En la secuela Modotte! Mamotte Lollipop, ella es una adulta de 22 años con pelo corto y vive en el mundo mágico. Tras el volumen 7 ella finalmente acepta la propuesta de matrimonio que le hace Zero.
En esta secuela del manga hay un side-story sobre el matrimonio de Nina y Zero, que tienen dos hijos, uno de ellos llamado Rei, el protagonista del side-story, junto con Mina. 
En la serie de televisión, la voz de Nina Yamada es Yui Shoji.
- Zero (ゼロ, Zero)

Zero es uno de los protagonistas principales. Es principalmente una persona ruda y agresiva, tiene poca tolerancia y es extremadamente rebelde con aquellos que se meten en su camino. Esto usualmente provoca que su personalidad choque con la de Nina, pero no deja de ser un buen chico.
A menudo, insulta a Nina llamándola "Baka" o "boke" y le gusta burlarse o discutir con ella. Sin embargo a pesar del trato que tiene con Nina, está enamorado de ella, y realmente quiere protegerla de cualquier daño. En uno de los capítulos del manga la besa, y más tarde se le declara. Su especialidad es la "destrucción de magia".
La voz de Zero está hecha por Miki Ōtani. 
- Ichii (イチイ, Ichii)

Ichii tiene el cabello marrón y es dos años mayor que Zero y Nina. Es muy gentil y bondadoso, además de extremadamente maduro, se comporta como un caballero.
Él tuvo un duro pasado, pero aproximadamente tres años atrás desde que conoció a Zero logró superarlo. Su especialidad es la "defensa mágica". 
En el side-story también se muestra que se casó con Rokka, la cual perseguía a Ichii al principio del examen en Mamotte! Lollipop, y tienen una hija llamada Itsuki, que es la protagonista del side-story y está enamorada de Rei, el hijo de Nina y Zero.

## Personajes secundarios
- San Sherard (シェラルドサン Sherard San)

Es una hechicera especializada en la invocación mágica. Se la ve a menudo convocando a un gato gigante, un pez volador y otras criaturas, en su mayoría adorables
En su pasado tuvo que soportar que muchos de sus parientes (incluido su abuelo) la culpasen de que su madre estuviese muy enferma. Afirmaban que ella estaba "maldita" a causa de sus poderes mágicos para invocar criaturas. Forte, su primo y primer amigo, era el único que la defendía. A raíz de esto San siempre trató de sonreír debido a las palabras de su madre.
San es interpretada por Momoko Saito (Japón) y Monica Rial (Inglés).
- Forte Sherard  (シェラルドフォルテ Sherard Forte)

Él es el primo y socio de San. No le gusta que San lo vista con ropa de niña y le obligue a jugar juegos de niñas, suele huir de estas situaciones. Es un buen cocinero.
Después de la muerte de la madre de San, se encontró con ella en el funeral. Él se enojó cuando sus familiares estaban cotilleando sobre ella. Tras encontrarla en el bosque, le dijo que sabía lo que su corazón sentía y que siempre estaría a su lado.
Seiyū: Noriko Namiki (japonés), Greg Ayres (Inglés)

## Otros personajes
- Rokka y Gou

Ella toma la forma de una adolescente casi mujer pero en verdad es una niña pequeña que se transforma para tener la edad de Ichii, de quien está enamorada. Tiene el poder de convertir las cosas en grandes o pequeñas, dependiendo de su concepto.
Gou es su mayordomo, su poder es el de la ilusión. Él puede crear mundos paralelos.
- Yakumo y Nanase

Yakumo puede utilizar cualquier objeto y modificarlo, pero el único que le sale decente es el del abanico. Está enamorado de Nina, y busca combatir contra Ichii, puesto que él en su infancia le dijo que su magia era basura (aunque se disculpó posteriormente).
Nanase parece una niña pero es un niño al que le gusta ser popular entre los chicos. Su poder es el de la magia a través de las cartas, puede incluso cambiar cuerpos. Tiene una rivalidad con Zero, puesto que él delató su género al ingresar a la Academia de Magia.
- Kuku y Toto

Ella es la prometida de Zero que llega al mundo humano en su búsqueda. Tras su rechazo, su mejor amigo de la infancia Toto levanta su ánimo y le recuerda que a pesar de todo siempre estará allí para ella, logrando que ella lo acepte y corresponda sus sentimientos. Se ve una imagen en la que ambos se casan al regresar al mundo mágico. El poder de Kuku es el de la transformación en animales. El poder de Toto no es mostrado.
- Will

Mago profesional que llega al mundo humano para la Prueba intermedia, y para la batalla final. Le gusta poner a prueba a los postulantes.
- Riru

Mago profesional que llega al mundo humano para otorgarle a Nina la medicina para extraer el "Cristal Perla". Tiene el poder de ver el futuro.